# Finlande aux Jeux olympiques d'hiver de 2026
La Finlande participera aux Jeux olympiques d'hiver de 2026 à Milan et Cortina d'Ampezzo, en Italie, du 6 au 22 février 2026.

## Délégation
Retrouvez la liste des concurrents participants aux Jeux par discipline et par sport.
| Sport               | Hommes | Femmes | Total |
| ------------------- | ------ | ------ | ----- |
| Ski alpin           | 1      | 1      | 2     |
| Biathlon            | 5      | 5      | 10    |
| Ski de fond         | 7      | 8      | 15    |
| Patinage artistique | 2      | 3      | 5     |
| Hockey sur glace    | 25     | 23     | 48    |
| Total               | 40     | 40     | 80    |

## Médaillés
| Sport | Discipline | Athlète(s) | Performance | Date |
| ----- | ---------- | ---------- | ----------- | ---- |
|       |            |            |             |      |

| Sport | Discipline | Athlète(s) | Performance | Date |
| ----- | ---------- | ---------- | ----------- | ---- |
|       |            |            |             |      |

| Sport | Discipline | Athlète(s) | Performance | Date |
| ----- | ---------- | ---------- | ----------- | ---- |
|       |            |            |             |      |